# Patinação artística nos Jogos da Boa Vontade de 2001
As competições de patinação artística nos Jogos da Boa Vontade de 2001 foram disputadas em Brisbane, Austrália, entre 4 e 9 de setembro de 2001.

## Medalhistas
| Evento                          | Ouro                                           | Prata                                      | Bronze                                    | Ref.        |
| Individual masculino (detalhes) | Evgeni Plushenko · Rússia                      | Michael Weiss · Estados Unidos             | Alexei Yagudin · Rússia                   | [ 1 ] [ 2 ] |
| Individual feminino (detalhes)  | Irina Slutskaya · Rússia                       | Michelle Kwan · Estados Unidos             | Fumie Suguri · Japão                      | [ 1 ] [ 2 ] |
| Duplas (detalhes)               | Elena Berezhnaya · Anton Sikharulidze · Rússia | Dorota Zagórska · Mariusz Siudek · Polônia | Maria Petrova · Alexei Tikhonov · Rússia  | [ 1 ] [ 2 ] |
| Dança no gelo (detalhes)        | Irina Lobacheva · Ilia Averbukh · Rússia       | Galit Chait · Sergei Sakhnovski · Israel   | Tatiana Navka · Roman Kostomarov · Rússia | [ 1 ] [ 2 ] |

## Resultados

### Individual masculino
| Pos.              | Nome             | Nacionalidade  | Pontos | PC | PL |
| ----------------- | ---------------- | -------------- | ------ | -- | -- |
| Medalha de ouro   | Evgeni Plushenko | Rússia         | 1.5    | 1  | 1  |
| Medalha de prata  | Michael Weiss    | Estados Unidos | 3.0    | 2  | 2  |
| Medalha de bronze | Alexei Yagudin   | Rússia         | 4.5    | 3  | 3  |
| 4                 | Anthony Liu      | Austrália      | 6.0    | 4  | 4  |
| 5                 | Elvis Stojko     | Canadá         | 8.5    | 5  | 6  |
| 6                 | Takeshi Honda    | Japão          | 9.0    | 8  | 5  |
| 7                 | Chengjiang Li    | China          | 10.0   | 6  | 7  |
| 8                 | Emanuel Sandhu   | Canadá         | 13.0   | 10 | 8  |
| 9                 | Yunfei Li        | China          | 14.5   | 11 | 9  |
| 10                | Johnny Weir      | Estados Unidos | 14.5   | 9  | 10 |
| 11                | Ilia Klimkin     | Rússia         | 14.5   | 7  | 11 |

### Individual feminino
| Pos.              | Nome               | Nacionalidade  | Pontos | PC | PL |
| ----------------- | ------------------ | -------------- | ------ | -- | -- |
| Medalha de ouro   | Irina Slutskaya    | Rússia         | 1.5    | 1  | 1  |
| Medalha de prata  | Michelle Kwan      | Estados Unidos | 3.0    | 2  | 2  |
| Medalha de bronze | Fumie Suguri       | Japão          | 4.5    | 3  | 3  |
| 4                 | Sasha Cohen        | Estados Unidos | 6.0    | 4  | 4  |
| 5                 | Elena Liashenko    | Ucrânia        | 8.5    | 5  | 6  |
| 6                 | Maria Butyrskaya   | Rússia         | 9.0    | 8  | 5  |
| 7                 | Viktoria Volchkova | Rússia         | 10.5   | 9  | 6  |
| 8                 | Stephanie Zhang    | Austrália      | 13.0   | 10 | 8  |
| 9                 | Silvia Fontana     | Itália         | 13.0   | 6  | 10 |
| 10                | Elena Sokolova     | Rússia         | 14.5   | 11 | 9  |
| 11                | Joanne Carter      | Austrália      | 17.0   | 12 | 11 |
| WD                | Angela Nikodinov   | Estados Unidos | —      | 7  | WD |

### Duplas
| Pos.              | Nome                                  | Nacionalidade  | Pontos | PC | PL |
| ----------------- | ------------------------------------- | -------------- | ------ | -- | -- |
| Medalha de ouro   | Elena Berezhnaya / Anton Sikharulidze | Rússia         | 1.5    | 1  | 1  |
| Medalha de prata  | Dorota Zagorska / Mariusz Siudek      | Polônia        | 3.5    | 3  | 2  |
| Medalha de bronze | Maria Petrova / Alexei Tikhonov       | Rússia         | 4.0    | 2  | 3  |
| 4                 | Qing Pang / Jian Tong                 | China          | 6.0    | 4  | 4  |
| 5                 | Aliona Savchenko / Stanislav Morozov  | Ucrânia        | 7.5    | 5  | 5  |
| 6                 | Stephanie Kalesavich / Aaron Parchem  | Estados Unidos | 9.0    | 6  | 6  |

### Dança no gelo
| Pos.              | Nome                               | Nacionalidade  | Pontos | DO | DL |
| ----------------- | ---------------------------------- | -------------- | ------ | -- | -- |
| Medalha de ouro   | Irina Lobacheva / Ilia Averbukh    | Rússia         | 1.0    | 1  | 1  |
| Medalha de prata  | Galit Chait / Sergei Sakhnovsky    | Israel         | 2.0    | 2  | 2  |
| Medalha de bronze | Tatiana Navka / Roman Kostomarov   | Rússia         | 3.5    | 4  | 3  |
| 4                 | Naomi Lang / Peter Tchernyshev     | Estados Unidos | 3.5    | 3  | 4  |
| 5                 | Tanith Belbin / Benjamin Agosto    | Estados Unidos | 5.0    | 5  | 5  |
| 6                 | Portia Duval-Rigby / Francis Rigby | Austrália      | 6.0    | 6  | 6  |

## Quadro de medalhas
| Ordem | País           | Medalha de ouro | Medalha de prata | Medalha de bronze |    | Ordem por total |
| ----- | -------------- | --------------- | ---------------- | ----------------- | -- | --------------- |
| 1     | Rússia         | 4               |                  | 3                 | 7  | 1               |
| 2     | Estados Unidos |                 | 2                |                   | 2  | 2               |
| 3     | Israel         |                 | 1                |                   | 1  | 3               |
| 3     | Polônia        |                 | 1                |                   | 1  | 3               |
| 5     | Japão          |                 |                  | 1                 | 1  | 3               |
| TOTAL | TOTAL          | 4               | 4                | 4                 | 12 | —               |